# 155 г. пр.н.е.
155 (сто петдесет и пета) година преди новата ера (пр.н.е.) е година от доюлианския (Помпилийски) римски календар.

## Събития

### В Римската република
- Консули са Публий Корнелий Сципион Назика Коркул (за II път) и Марк Клавдий Марцел (за II път).
- Рим завършва завоюването на Цизалпийска Лигурия.[1]
- Атинска делегация, състояща се от ръководителите на водещите философски школи посещава Рим, за да издействат отмяна на глобата наложена от Сената заради превземането на град Оропос от атиняните. Членове на делегацията са известните философи Диоген Вавилонски, Критолай и Карнеад.[2][1]

### В Азия
- Прусий II обсажда Пергам.[1]
- Неуспешен опит на Деметрий I Сотер да отнеме остров Кипър от египетския фараон Птолемей VI.[1]
- Война между Родос и Крит (155-153 г. пр.н.е.).[1]